# Musetto (gastronomia)
Il musetto (musét in lingua friulana e museto in lingua veneta) è un tipo di insaccato simile al cotechino è riconosciuto tra i Prodotti Agroalimentari Tradizionali Friulani e Giuliani.

## Metodiche di lavorazione
Prende il nome dai tipi di carne utilizzata per l'impasto da insaccare in budello di maiale: infatti, a differenza del cotechino, la carne utilizzata per l'impasto del musetto è costituito dai tagli meno pregiati del maiale: muso (da cui deriva il nome), lardo della cotica, muscoletti interni teneri, lardo sodo., che viene tritata e mischiata con cannella, pepe, noce moscata e altre spezie a seconda della ricetta (tra cui spesso vi è anche coriandolo e chiodi di garofano). Acquista caratteristiche organolettiche migliori se viene consumato dopo circa un mese di stagionatura.
In alcune zone del Friuli il musetto è sottoposto ad  un periodo di affumicatura che può prolungarsi anche per 12 ore. Per questa operazione si usa il borestai, ovvero brace di legna secca che non libera micelle di fuliggine e che assicura la formazione di un sottile strato esterno più essiccato rispetto all’impasto.
L'impasto è fatto macinando assieme cotenna, carne del muso, sale e pepe. Esso viene insaccato in budello di dimensioni leggermente più piccole rispetto a quelli utilizzati per i salami e leggermente più grande rispetto a quello utilizzato per le salsicce.
Tipicamente lo si mangia lesso, bollito nell'acqua. Durante tale cottura l'acqua viene cambiata più volte (solitamente 2 volte). In veneto Veneto è accompagnato con purè di patate e salsa di cren. Viene talvolta cotto nella cenere, come avviene già per il salame, o lo si può trovare cotto anche a bagnomaria oppure affumicato.

## Annotazioni storiche
Il Musetto è un prodotto tradizionale del Friuli-Venezia Giulia, e del Veneto. In Friuli è storicamente noto come il più classico insaccato e frequentemente consumato con la brovada altro piatto tipicamente friulano. Antiche ricette per fare il musetto si ritrovano nel libro "Nozioni pratiche per un possidente, agricoltore e padre di famiglia" di Bernardino Beretta pubblicato nel 1851. Altro libro storico nel quale viene fatto riferimento alla produzione del Musetto è “La Carne suina nell’alimentazione tradizionale friulana", pubblicato nel 1929.
Per promuovere la conoscenza del Museto è nata l’Ingorda Confraternita del Museto, nel 2018 a Riese Pio X, nel Trevigiano, presso La Caneva dei Biasio. Ogni 17 gennaio, festa di Sant’Antonio Abate, patrono dei norcini, la Confraternita raduna i propri confratelli e premia i migliori produttori. Sono coinvolte produzioni sia venete che friulane. Il motto latino della confraternita è “Glutinosum oportet esse”. L’evento, nel corso degli anni, si è sviluppato ed è nato “Porcomondo!”, il festival “suin generis” sul mondo del maiale pensato per rivitalizzare le piccole produzioni locali.